# Tom Martinsen
Tom Martinsen (4. srpna 1943 – 31. března 2007) byl norský fotograf.

## Životopis
Narodil se v Tønsbergu.
V letech 1968–1971 studoval fotografii a dokumentární film u Christera Strömholma ve Stockholmu. Sám popsal setkání se školou a Strömholmem jako „dostat pánví do hlavy“. Roky ve Fotoskolanu byly pro Martinsenův pohled na fotografie rozhodující. Od roku 1973 byl jmenován zpravodajským fotografem pro noviny Dagbladet. V roce 1972 získal cenu za Fotografii roku. Byl spoluzakladatelem galerie Fotogalleriet v Oslu v roce 1977.
Martinsenovy fotografie byly zakoupeny Norskou kulturní radou, Norským muzeem fotografie – Preus museum v Hortenu, Lillehammer Art Museum a Moderna Museet ve Stockholmu.

## Nová generace norských fotožurnalistů
Patřila k ní generace fotografů Toma Martinsena a s jeho fotografickým vzděláním představoval generační změnu v norské novinářské fotografii. Nejen proto, že měl fotografické vzdělání (fotožurnalisté do té doby málokdy měli významné odborné vzdělání), ale také díky svému přístupu k fotografii. Jednou řekl: „ohnisková vzdálenost je věcí morálky. Teleobjektiv je nemorální věc, pokud jde o lidi. Se širokým objektivem se musíte ukázat. Postavíte se na pozici, která je otevřená a čestná.“
Některé z nejslavnějších fotografií v norských médiích z posledních let pocházejí z ruky a fotoaparátu Toma Martinsena. Příkladem tohoto jsou jeho známé fotografie: osvícený Bob Dylan (Scandinavium, Göteborg) fotografovaný v zákulisí nebo barevný portrét spisovatele Daga Solstada na noční zasněžené ulici.
Martinsen byl také vášnivým fotografem přírody a byl také známý svými přírodovědnými studiemi v černobílém provedení, zejména z Tjøme Vestfold a krajiny USA.
Martinsen mnoho let editoval pravidelný sloupec Moment v sobotní příloze Magasinet novin Dagbladet. Každý týden popisoval klíčová díla z historie fotografie. Název sloupce vzal z výrazu Henri Cartier-Bressona „rozhodující okamžik“, který Bresson definoval jako „současné zachycení významného okamžiku ve zlomku vteřiny, jakož i přesné uspořádání prvků, které dají události správný výraz.“

## Výstavy
- Bilder fra Verdens Ende, Fotogalleriet, Oslo (1979)
- Separatutstilling, Preus Fotomuseum, Horten
- Min egen road movie, Filmfestivalen, Haugesund (1994)
- Vest – en veifortelling, Fotogalleriet, Oslo (1994)
- Lillehammer kunstmuseum, Lillehammer (2003) (med Rolf M. Aagard), samostatná výstava
- Kunstforeningen Verdens Ende, Tjøme (2005), samostatná výstava
- Nord for havets ende, Preus Fotomuseum, Horten (2006)

## Knihy
Mezi jeho nejznámější publikace patří kniha 118 øyeblikk (118 momentů) z roku 2003.
- 118 Øyeblikk. Norske reportasjefotografier utvalgt og presentert av Tom Martinsen Dinamo Forlag (2003) ISBN 82-8071-052-3
- Tom Martinsen. Rolf M. Aagard Labyrinth Press (2003)